# Кузьмин, Алексей Игоревич (шахматист)
Алексей Игоревич Кузьмин (род. 8 марта 1963) — российский шахматист, гроссмейстер (1995), сеньор-тренер ФИДЕ (2004). Чемпион Москвы (1986).
Воспитанник Перовской ДЮСШ (ныне СДЮСШОР № 54 «Ориента»).
Был секундантом Анатолия Карпова, работал со сборной Катара, с 2006 года работает с Александром Морозевичем.
В составе команды города Дохи победитель 4-го Клубного чемпионата арабских стран (2002) в г. Доха (Катар). А. Кузьмин играл на 1-й доске и дополнительно завоевал серебряную медаль в индивидуальном зачёте.

## Спортивные результаты
| Год  | Город  | Турнир                          | + | − | =  | Результат | Место |
| ---- | ------ | ------------------------------- | - | - | -- | --------- | ----- |
| 1982 | Москва | Чемпионат Москвы                | 2 | 4 | 11 | 7½ из 17  | 12—13 |
| 1984 | Москва | Чемпионат Москвы                | 4 | 6 | 5  | 6½ из 15  | 12—14 |
| 1991 | Москва | 58-й и последний чемпионат СССР | 2 | 1 | 8  | 6 из 11   | 15—22 |

## Книги
- Вместе с Мамедьяровым. — М. : Библиотека ФШР, 2020. — 232, [1] с. — (Шахматная мастерская). — ISBN 978-5-907077-23-2.

## Изменения рейтинга
| Графики недоступны из-за технических проблем. См. информацию на Фабрикаторе и на mediawiki.org. |